# Ольхово (Воткінський район)
Ольхо́во (рос. Ольхово) — присілок у Воткінському районі Удмуртії, Росія.
Населення становить 291 особа (2010, 272 у 2002).
Національний склад (2002):
- росіяни — 92 %

Урбаноніми:
- вулиці — Калініна, Молодіжна, Радянська, Ювілейна